# 安居 (电影)
《安居》是1997年上映的中国大陆剧情片，由胡炳榴执导，潘予、白雪云、孙敏、王虹主演，讲述阿喜婆与钟点工珊妹从隔膜到建立起真正感情的故事。影片获1998年第18届中国电影金鸡奖最佳故事片奖。